# Jan Holický
Jan Holický (Teplice nad Bečvou, 15 gennaio 1974) è un ex sciatore alpino ceco.
Agli inizi della carriera, prima della dissoluzione della Cecoslovacchia (1993), gareggiò per la nazionale cecoslovacca.

## Biografia
Holický debuttò in campo internazionale in occasione dei Mondiali juniores di Geilo/Hemsedal 1991; in Coppa del Mondo esordì il 12 dicembre 1993 a Val-d'Isère in supergigante (84º) e ottenne il miglior piazzamento il 22 dicembre successivo a Lech nella medesima specialità (77º). Ai Mondiali di Vail/Beaver Creek 1999, sua prima presenza iridata, si classificò 34º nello slalom gigante, 20º nella combinata e non concluse lo slalom speciale.
Prese per l'ultima volta il via in Coppa del Mondo il 9 dicembre 2000 a Val-d'Isère in discesa libera, senza completare la prova, e ai successivi Mondiali di Sankt Anton am Arlberg 2001, sua ultima presenza iridata, si classificò 9º nella combinata e non concluse lo slalom speciale. Ai XIX Giochi olimpici invernali di Salt Lake City 2002, sua unica presenza olimpica, si classificò 46º nella discesa libera, 20º nella combinata e non completò lo slalom speciale; si ritirò al termine della stagione 2003-2004 e la sua ultima gara fu lo slalom speciale dei Campionati cechi 2004, disputato il 19 marzo a Špindlerův Mlýn.

## Palmarès

### Coppa Europa
- Miglior piazzamento in classifica generale: 127º nel 2000

### Campionati cechi
- 8 medaglie (dati dalla stagione 1994-1995):
  - 3 ori (slalom gigante nel 1997; supergigante nel 2001; supergigante nel 2002)
  - 3 argenti (slalom gigante, slalom speciale nel 1999; slalom speciale nel 2001)
  - 2 bronzi (slalom gigante nel 1998; slalom speciale nel 2000)